# Leana
Leana ist ein weiblicher Vorname.

## Herkunft und Bedeutung
Beim Namen Leana handelt es sich entweder um einen estnischen Namen, der eine Erweiterung von Lea darstellt, oder um ein rumänisches Diminutiv von Ileana.

## Verbreitung
Der Name Leana wird in Deutschland seit den späten 2000er Jahren häufiger vergeben, ist jedoch nach wie vor ein seltener Name. Im Jahr 2023 stand er in den Vornamenscharts auf Rang 179.
Nachdem der Name Leana in der Schweiz im Jahr 2008 erstmals die Top-100 der Vornamenscharts erreichte, zählt er seit 2010 ununterbrochen zu dieser Hitliste. Die Top-50 erreichte er lediglich im Jahr 2016. Zuletzt stand der Name auf Rang 74 der Hitliste (Stand 2022).
Der Name Leana trat in Frankreich im Jahr 2010 in die Hitliste der 500 meistgewählten Mädchennamen ein und erreichte sogleich Rang 178. Im darauffolgenden Jahr erreichte er mit Rang 146 die bislang höchste Platzierung, bevor seine Popularität abfiel. Seit 2019 findet er sich nicht mehr in der Top-500. Weitaus beliebter ist die Variante Léana. In dieser Schreibweise trat der Name bereits 1993 in die Top-500 ein und gewann an Popularität. Im Jahr 2008 erreichte er erstmals die Hitliste der 100 beliebtesten Mädchennamen. Mit Rang 42 erreichte er seine höchste Platzierung in den Jahren 2017 und 2018. Seitdem befindet sich der Name im Abwärtstrend und verließ 2023 die Top-100.
In Belgien wird der Name in der Schreibweise Léana gelegentlich vergeben. Seit 2015 zählt er zu den 200 beliebtesten Mädchennamen (Stand 2022).

## Varianten
Eine französische Schreibweise des Namens lautet Léana.
Die männliche Variante des Namens lautet Leano.
Für weitere Varianten: siehe Lea#Varianten und Helene#Varianten

## Namensträger
- Leana Schoch (* 1998), Schweizer Unihockeyspielerin
- Tara Leana McKeown (* 1999), US-amerikanische Fußballspielerin
- Neele Leana Vollmar (* 1978), deutsche Filmregisseurin